# Hymedesmia grandis
Hymedesmia grandis är en svampdjursart som beskrevs av William Lundbeck 1910. Hymedesmia grandis ingår i släktet Hymedesmia och familjen Hymedesmiidae. Inga underarter finns listade i Catalogue of Life.